# Phyciodes phaon
Phyciodes phaon är en fjärilsart som beskrevs av Edwards 1864. Phyciodes phaon ingår i släktet Phyciodes och familjen praktfjärilar. Inga underarter finns listade i Catalogue of Life.

## Bildgalleri

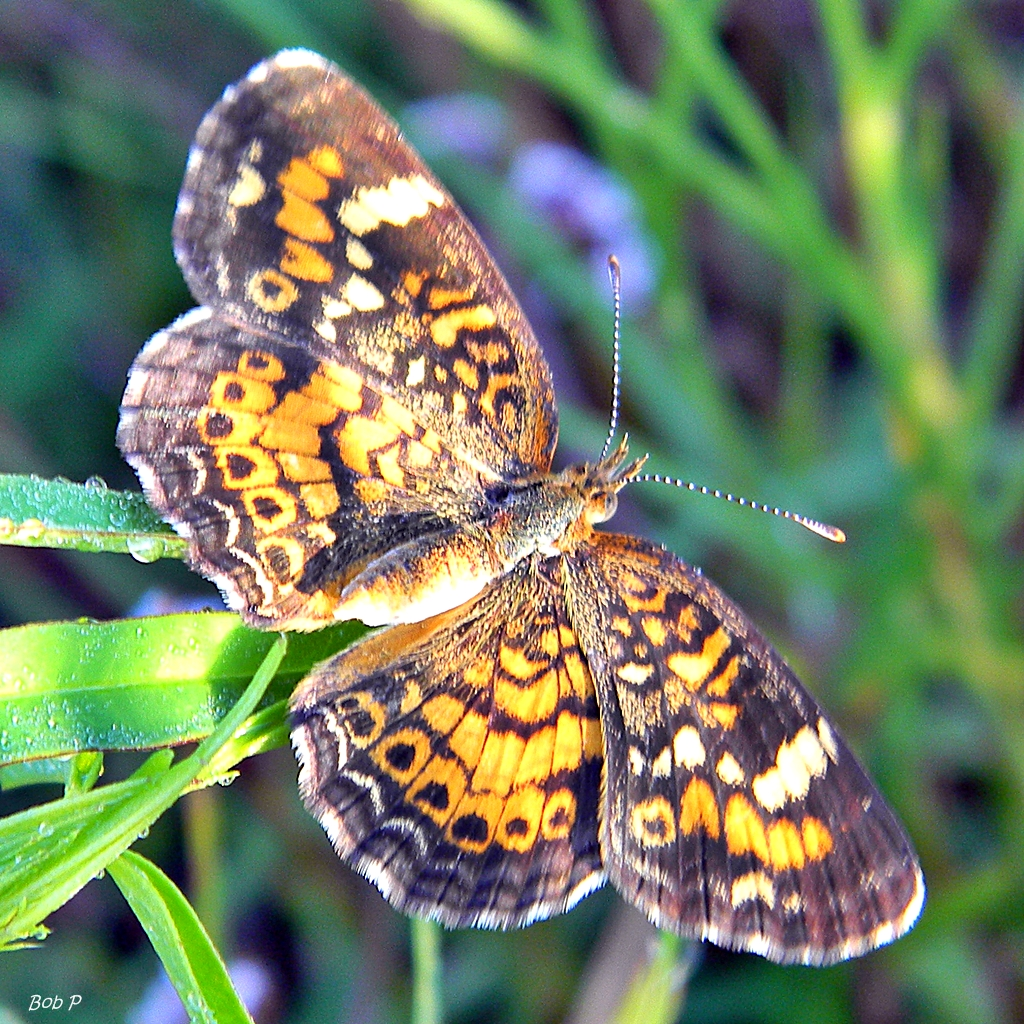
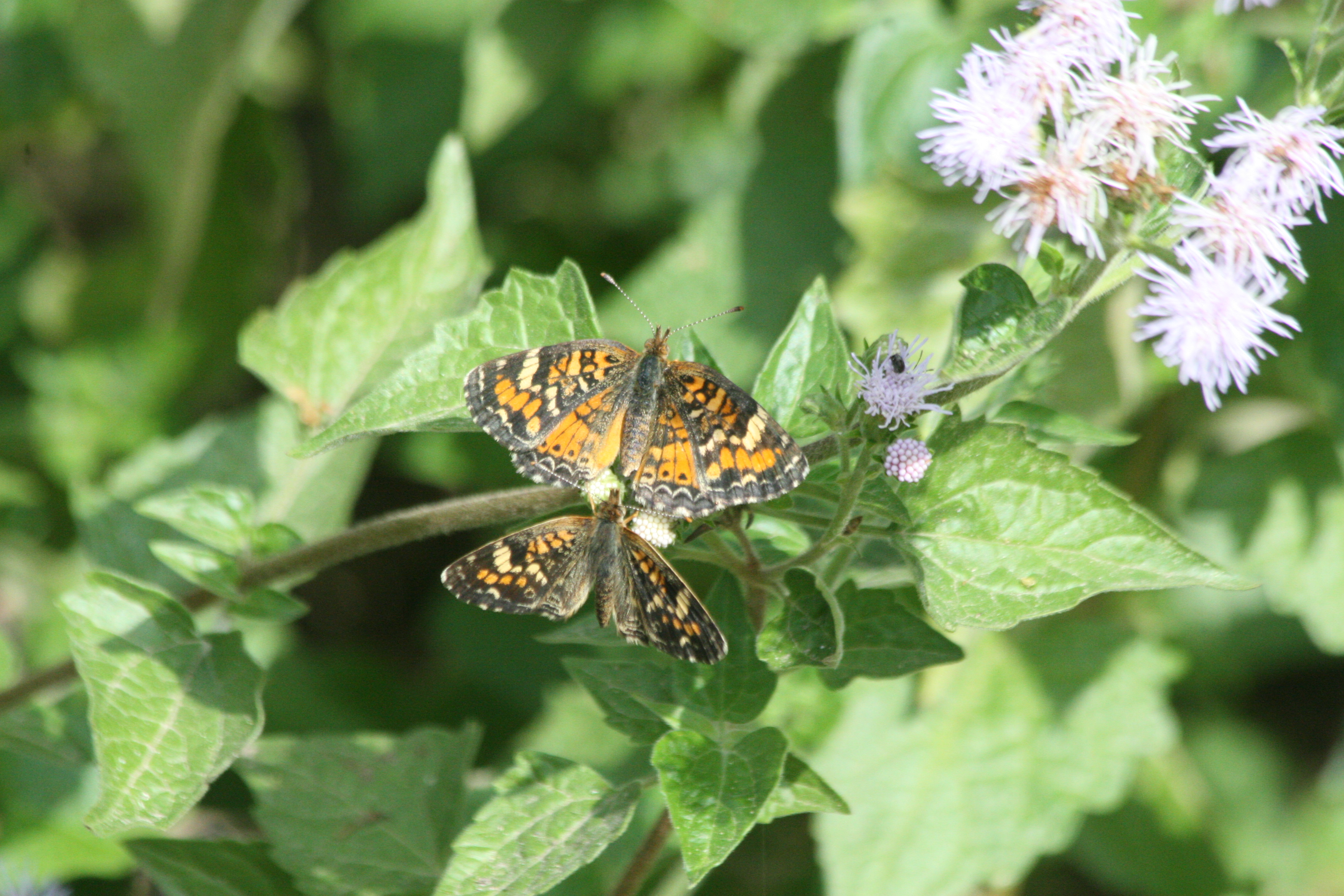
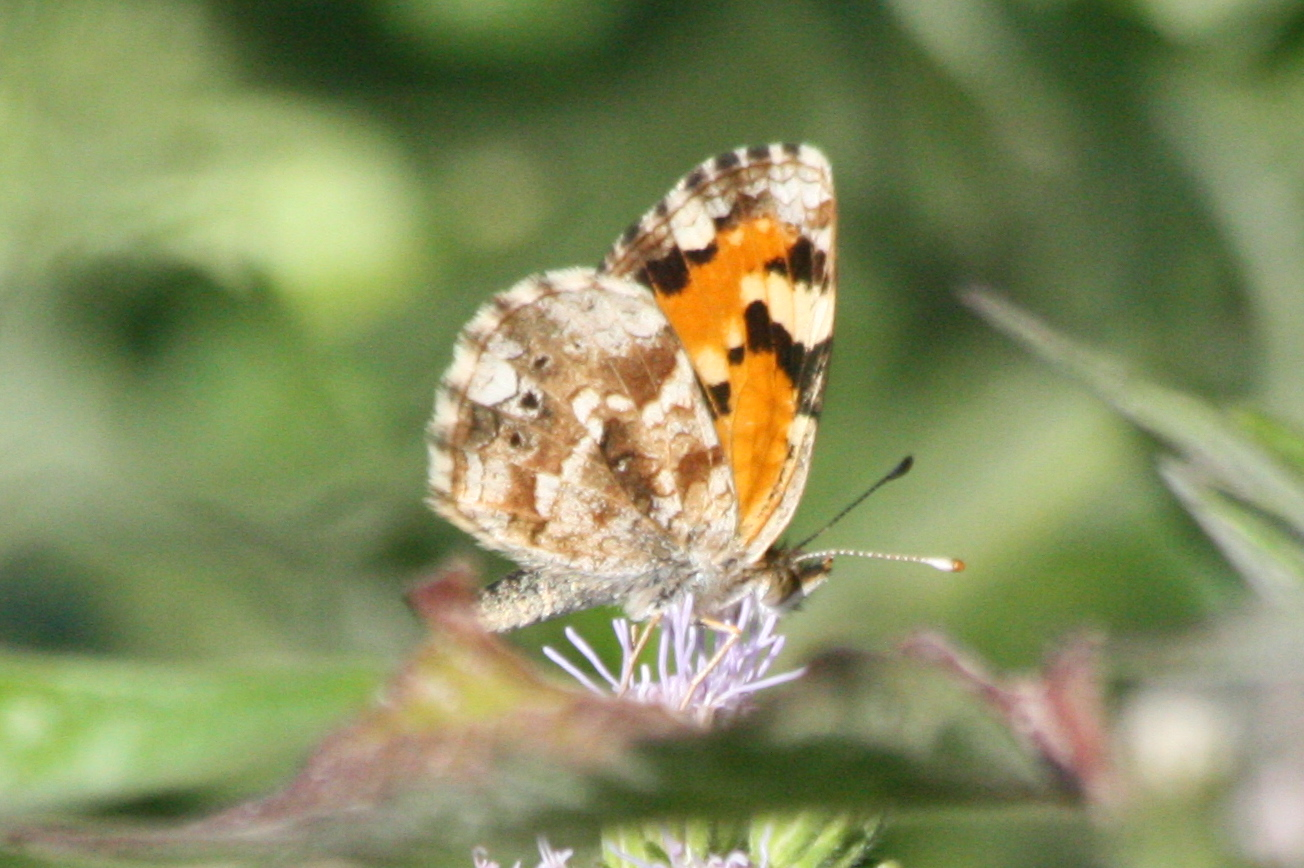
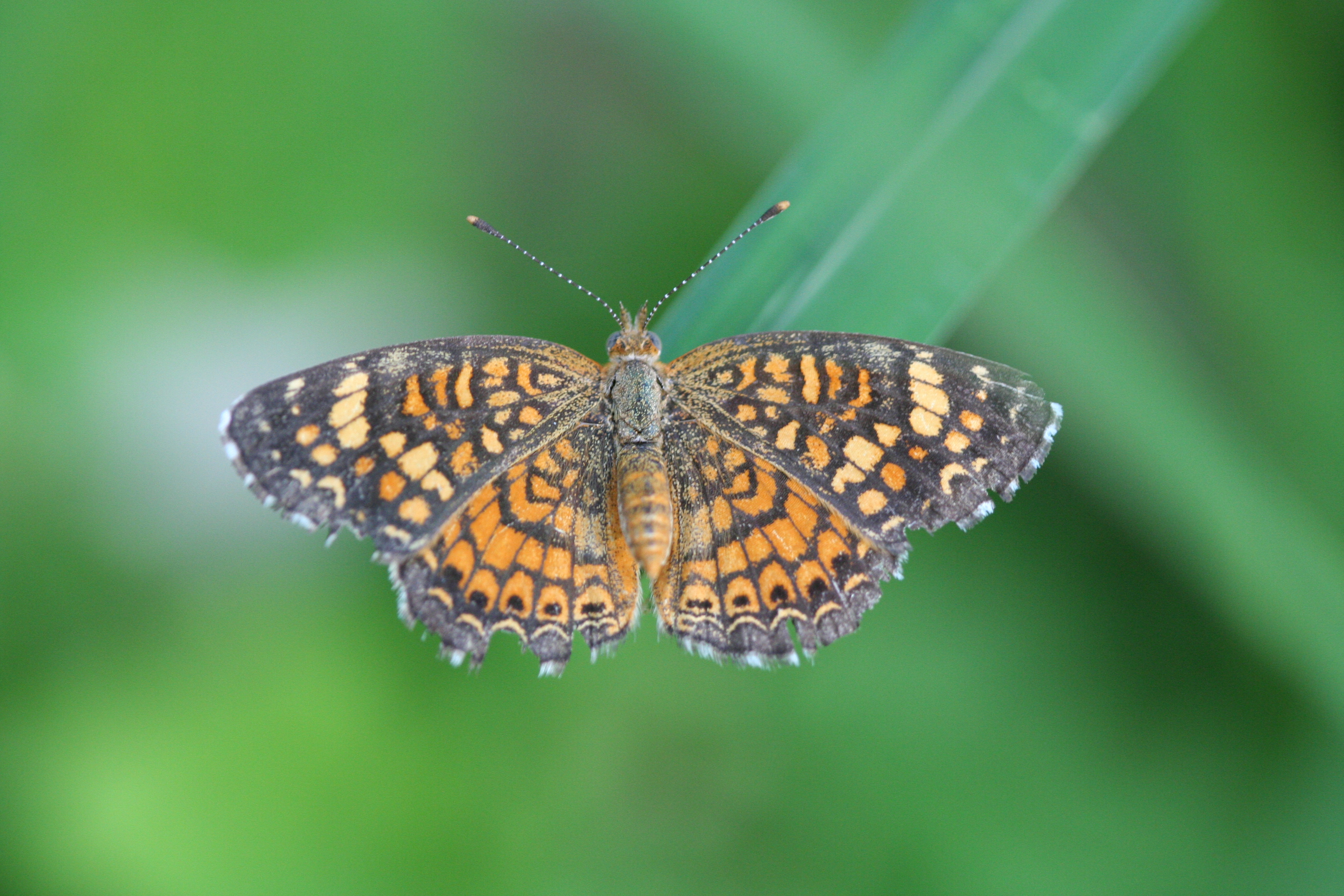
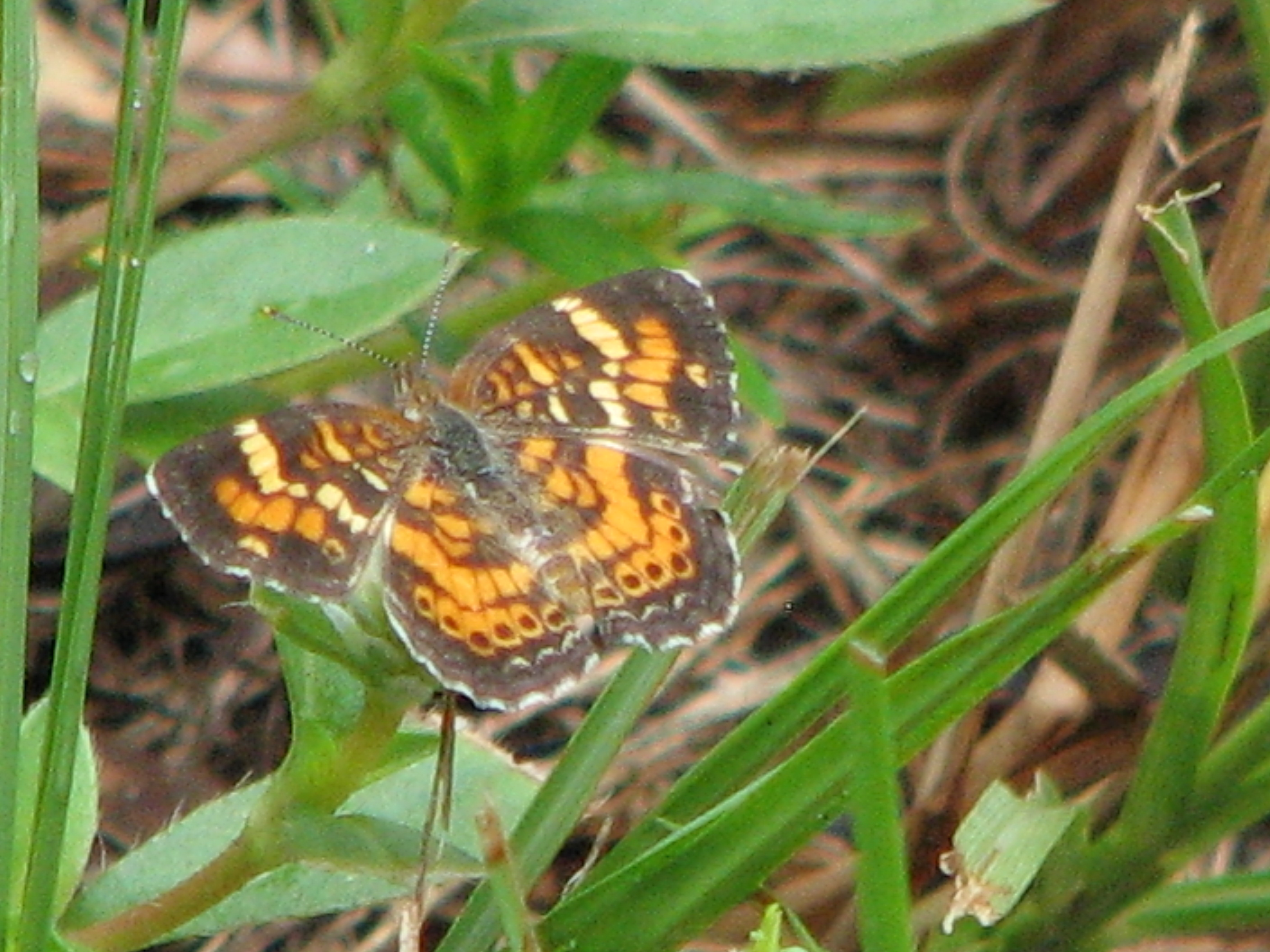
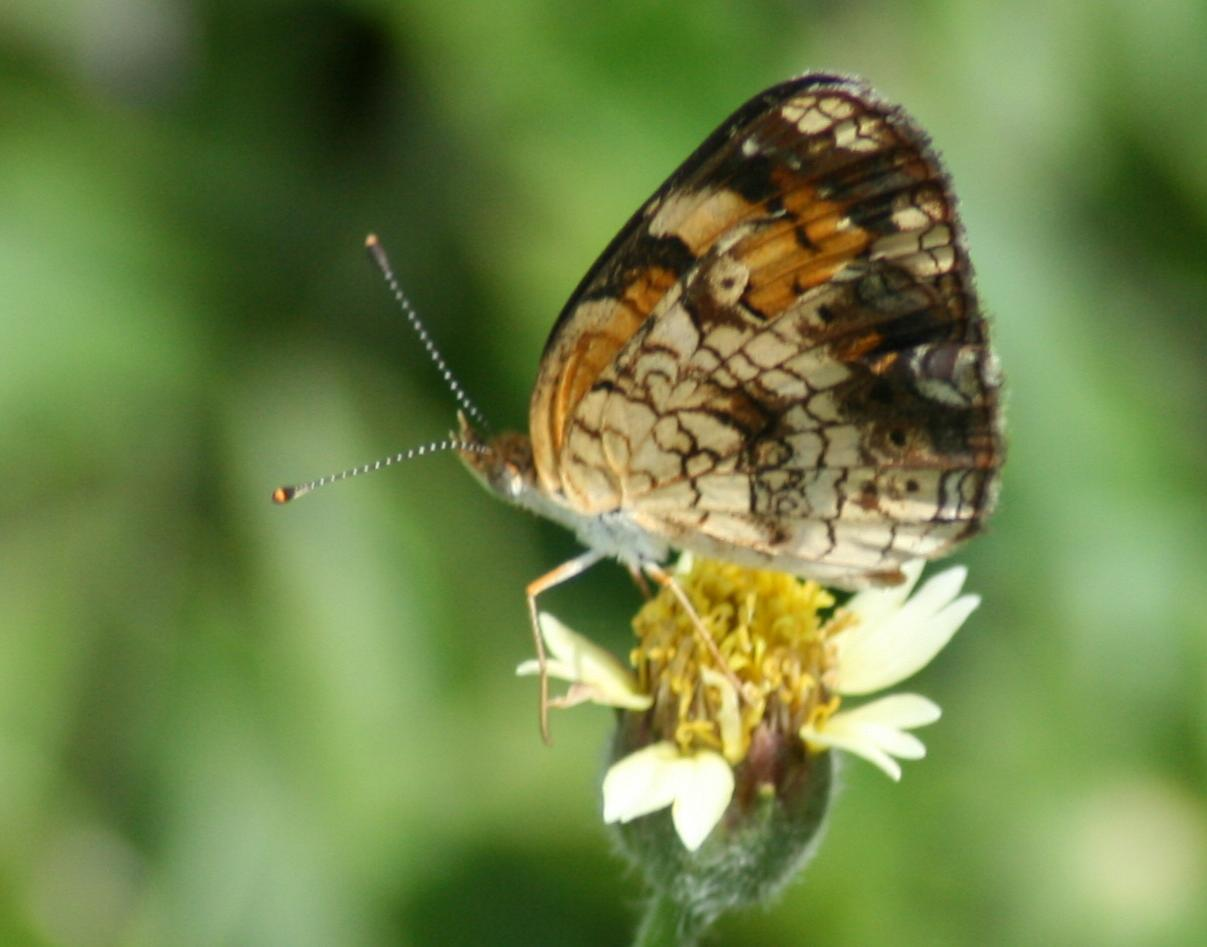